# 遠山政亮
遠山 政亮（とおやま まさすけ）は、江戸時代前期の大名。陸奥国湯長谷藩（当初は湯本藩）初代藩主。別名頼直。官位は従五位下・主殿頭。

## 略歴
寛永2年（1625年）、陸奥磐城平藩の藩主・内藤忠興の三男として誕生。幼名は百助。寛文10年（1670年）12月、父の隠居の際1万石を分与されて湯本藩主となった。分家ののち、浅草寺知楽院別当（宣存？）の意見に従い「遠山」姓を名乗った。延宝4年（1676年）11月に居所を湯長谷に移したため、湯長谷藩主となる。
藩政においては、湯長谷陣屋の築城、そして城下町の建設に尽力した。延宝8年（1680年）には、増上寺で内藤忠勝による永井尚長殺害事件が起きた際に忠勝を拘束した功績などを賞されて丹波国氷上郡などに新たに2000石を加増された。貞享4年（1687年）、大坂定番を命じられたことから河内国内に新たに3000石を与えられ、合計1万5000石を領することとなる。
元禄6年（1693年）11月7日、大坂定番在任中に死去。実子はなく、養嗣子・政徳（堀直行の次男）が跡を継いだ。
辛辣な大名批評で知られる『土芥寇讎記』では「うまれつき悠にして、行跡よし、家臣を助け育て奢ることしない。誉れの将なり」と高評価されている。

## 系譜
父母
- 内藤忠興（父）
- 天光院殿 - 小山田信茂の孫後に養女（母）

正室
- 真田信政の娘

養子、養女
- 遠山政徳 - 堀直行[3]の次男
- 品川高寛室